# Hans Stadler (Ornithologe)
Hans Stadler (* 11. April 1875 in Rain am Lech; † 22. August 1962 in Würzburg) war ein deutscher Arzt und im Ehrenamt Ornithologe.

## Leben
Stadler besuchte das Gymnasium in Regensburg und studierte in Erlangen und Würzburg Medizin, promovierte 1898 in Medizin. 1902 ließ er sich als Arzt in Lohr am Main nieder. Sein Hobby war die Ornithologie, insbesondere der Vogelgesang. Mit seinem absoluten Gehör konnte er zusammen mit Cornel Schmitt erstmals Vogelrufe im Notenbild festhalten. Auch war er vor 1914 ein Pionier im Freilandphonographieren von Vogelstimmen, also Schallplattenaufnahmen. Daneben interessierten ihn Algen, Insekten und Spinnen. Er engagierte sich besonders für das Naturwissenschaftliche Museum Aschaffenburg und im Naturwissenschaftlichen Verein Aschaffenburg. Seit 1907 gehörte er der Ornithologischen Gesellschaft in Bayern an, die ihn später zum Ehrenmitglied machte, und dem Bund Naturschutz. Auf dem 1. Deutschen Naturschutztag vom 26. bis 28. Juli 1925 waren Alteichen Gegenstand eines Antrags von Stadler. Ziel war es 500 Hektar Alteichenwälder im Spessart (Heisterblock in Rothenbuch), Steigerwald und Gramschatzer Wald unter Naturschutz zu stellen. Er sprach gegen den ökonomisch argumentierenden Forstprofessor Fabricius, hatte aber die Unterstützung des Botanikers Hermann Dingler, der ein Urwaldreservat forderte. Etwa hundert Beiträge Stadlers gibt es zur Avifauna Bayerns. Er engagierte sich für das waldreiche Naturschutzgebiet Romberg (seit 1942) im Landkreis Main-Spessart, dem Besiedlung drohte. Die letzte Ruhestätte fand er in Sendelbach in der Nähe des NSG, das ihm seit dem Kauf 1902 rund um den heute so genannten Stadlersee gehörte (ein Altwasser des Flusses und Biotop der seltenen urzeitlichen Kiemenfußkrebse, deren Fundort Stadler 1924 publiziert hat). Heute gehört es dem Bund Naturschutz.
In die NSDAP ist Stadler bereits 1922 eingetreten, er war daher ein Alter Kämpfer. Spätestens ab 1932 bis 1935 war er Ortsgruppenleiter der NSDAP. Nach dem Reichsnaturschutzgesetz von 1935 wurde er ehrenamtlicher Naturschutzbeauftragter im Gau Mainfranken und später der Bezirksregierung. Er erhob eigenmächtig viele Gebiete zu Naturschutzgebieten, darunter den Romberg. Dabei arbeitete er mit dem Reichslandschaftsanwalt Alwin Seifert zusammen. Er behauptete, „Holzjuden“ würden den Eichenbestand durch Raubbau gefährden. Auch griff er den Reichsarbeitsdienst und die Bauernschaft an, weil sie die Natur durch übermäßige Kultivierung zerstörten. Wegen der kriegswichtigen Versorgung verpufften diese Angriffe auch bei seinem alten Förderer, dem Gauleiter Otto Hellmuth. 1945 wurde Stadler inhaftiert, sein Besitz am Romberg konfisziert. Doch erhielt er ihn zurück und pflegte in den 1950er Jahren weiter Kontakte zu alten Parteigenossen wie Hans Klose, dem Leiter der Zentralstelle für Naturschutz und Landschaftspflege. Bis 1962 gehörte Stadler dem Ausschuss des Bund Naturschutz in Bayern an.
Die Anlage eines Lehrpfades im NSG als „Stadlerpfad“ lehnte der Stadtrat aus Finanzgründen 2020 ab. Diese Vergangenheit des Naturforschers ist erst wieder durch einen Beitrag Philipp Steinheims 1992/93 für den Geschichtswettbewerb des Bundespräsidenten wieder bekannt geworden und führte dazu, dass sein Arbeitszimmer aus der Ausstellung des Spessartmuseums herausgenommen wurde.

## Schriften
- Fragen und Aufgaben der Vogelsprachkunde, 1917 online
- mit Cornel Schmitt: Die Vogelsprache : eine Anleitung zu ihrer Erkennung und Erforschung, Stuttgart 1919
- Die Parallelen der Vogelstimmen, in: Der Ornithologische Beobachter, Januar 1923 online, pdf
- Vogeldialekt. Alauda 2, Paris 1930, Suppl.: S. 1–66
- Die Stimmen der Alpenvögel, 1931 online

## Einzelbelege
1. ↑  Joachim Neumann: Ein gewisser Cornel Schmitt, in: Institut für Umweltgeschichte und Regionalentwicklung e.V. an der Fachhochschule Neubrandenburg (Hg.): STUDIENARCHIVUMWELTGESCHICHTE Nr. 10, 2005, S. 16 online
2. ↑  Autoren Mitteilungen / Nachrichten. Abgerufen am 25. April 2020.
3. ↑  Michael Succow, Hans Dieter Knapp, Lebrecht Jeschke: Naturschutz in Deutschland: Rückblicke - Einblicke - Ausblicke. Ch. Links Verlag, 2012, ISBN 978-3-86153-686-4 (google.de [abgerufen am 26. April 2020]).
4. ↑  Hubert Weiger: Buche und Eiche im NSG Metzgergraben [https://www.baysf.de/fileadmin/user_upload/01-ueber_uns/05-standorte/FB_Rothenbuch/NSG_Metzgergraben.pdf online]
5. ↑  Naturschutzgebiete - Naturpark Spessart. Archiviert vom Original (nicht mehr online verfügbar) am 28. Januar 2021; abgerufen am 25. April 2020.  Info: Der Archivlink wurde automatisch eingesetzt und noch nicht geprüft. Bitte prüfe Original- und Archivlink gemäß Anleitung und entferne dann diesen Hinweis.
6. ↑  H. Stadler (1924): Einiges über die Tierwelt Unterfrankens II.– Archiv Naturgesch. 90 A (1): 169 – 20
7. ↑  Biotope der OG Lohr. Abgerufen am 26. April 2020.
8. ↑  Stadlerpfad: Stadtrat diskutierte nur Kosten, nicht die Nazi-Vergangenheit. 7. Februar 2019, archiviert vom Original (nicht mehr online verfügbar) am 13. Februar 2019; abgerufen am 26. April 2020.  Info: Der Archivlink wurde automatisch eingesetzt und noch nicht geprüft. Bitte prüfe Original- und Archivlink gemäß Anleitung und entferne dann diesen Hinweis.
9. ↑  Frank Uekötter: Green Nazis? Reassessing the Environmental History of Nazi Germany. (PDF) In: Zeithistorische Forschungen. 2007, abgerufen am 26. April 2020 (englisch).
10. ↑  Frank Uekötter: The Green and the Brown: A History of Conservation in Nazi Germany. Cambridge University Press, 2006, ISBN 978-0-521-61277-7 (google.de [abgerufen am 26. April 2020]).
11. ↑  Vgl. die historische Arbeit: BUND arbeitet Geschichte auf, 2008 Hier wird Stadtler der falsche Vorname Max gegeben.
12. ↑  Richard Hölzl, Naturschutz in Bayern zwischen Staat und Zivilgesellschaft. Vom liberalen Aufbruch bis zur Eingliederung in das NS-Regime, 1913 bis 1945, in: Bund Naturschutz Forschung 11/2013 (100 Jahre Bund Naturschutz), S. 21–63 (hier S. 46).

| Personendaten    | Personendaten         |
| ---------------- | --------------------- |
| NAME             | Stadler, Hans         |
| KURZBESCHREIBUNG | deutscher Ornithologe |
| GEBURTSDATUM     | 11. April 1875        |
| GEBURTSORT       | Rain am Lech          |
| STERBEDATUM      | 22. August 1962       |
| STERBEORT        | Würzburg              |